# Le Mans 24-timmars 2024
Le Mans 24-timmars 2024 var den 92:a upplagan av det klassiska långdistansloppet för sportvagnar. Tävlingen kördes under 15 - 16 juni 2024 och vanns av Antonio Fuoco, Miguel Molina och Nicklas Nielsen i en Ferrari.

## Resultat
Fet stil markerar vinnare i respektive klass.
| Plats                 | Klass         | Team                      | Förare                                                | Bil                              | Varv |
| --------------------- | ------------- | ------------------------- | ----------------------------------------------------- | -------------------------------- | ---- |
| 1                     | Hypercar      | Ferrari – AF Corse        | Antonio Fuoco Miguel Molina Nicklas Nielsen           | Ferrari 499P                     | 311  |
| 2                     | Hypercar      | Toyota Gazoo Racing       | Kamui Kobayashi José María López Nyck de Vries        | Toyota GR010 Hybrid              | 311  |
| 3                     | Hypercar      | Ferrari – AF Corse        | James Calado Antonio Giovinazzi Alessandro Pier Guidi | Ferrari 499P                     | 311  |
| 4                     | Hypercar      | Porsche Penske Motorsport | Kévin Estre André Lotterer Laurens Vanthoor           | Porsche 963                      | 311  |
| 5                     | Hypercar      | Toyota Gazoo Racing       | Sébastien Buemi Brendon Hartley Ryō Hirakawa          | Toyota GR010 Hybrid              | 311  |
| 6                     | Hypercar      | Porsche Penske Motorsport | Matt Campbell Michael Christensen Frédéric Makowiecki | Porsche 963                      | 311  |
| 7                     | Hypercar      | Cadillac Racing           | Earl Bamber Alex Lynn Álex Palou                      | Cadillac V-LMDh                  | 311  |
| 8                     | Hypercar      | Hertz Team Jota           | Callum Ilott Norman Nato Will Stevens                 | Porsche 963                      | 330  |
| 9                     | Hypercar      | Hertz Team Jota           | Jenson Button Philip Hanson Oliver Rasmussen          | Porsche 963                      | 311  |
| 10                    | Hypercar      | Lamborghini Iron Lynx     | Mirko Bortolotti Daniil Kvyat Edoardo Mortara         | Lamborghini SC63                 | 309  |
| 11                    | Hypercar      | Peugeot Total Energies    | Paul di Resta Loïc Duval Stoffel Vandoorne            | Peugeot 9X8                      | 309  |
| 12                    | Hypercar      | Peugeot Total Energies    | Mikkel Jensen Nico Müller Jean-Éric Vergne            | Peugeot 9X8                      | 309  |
| 13                    | Hypercar      | Lamborghini Iron Lynx     | Matteo Cairoli Andrea Caldarelli Romain Grosjean      | Lamborghini SC63                 | 309  |
| 14                    | Hypercar      | Isotta Fraschini          | Carl Bennett Antonio Serravalle Jean-Karl Vernay      | Isotta Fraschini Tipo 6-C        | 302  |
| 15                    | LMP2          | United Autosports         | Bijoy Garg Oliver Jarvis Nolan Siegel                 | Oreca 07                         | 297  |
| 16                    | LMP2          | Inter Europol Competition | Vladislav Lomko Clément Novalak Jakub Śmiechowski     | Oreca 07                         | 297  |
| 17                    | LMP2          | IDEC Sport                | Reshad de Gerus Paul Lafargue Job van Uitert          | Oreca 07                         | 324  |
| 18                    | LMP2 (Pro-Am) | AF Corse                  | Ben Barnicoat François Perrodo Nicolás Varrone        | Oreca 07                         | 297  |
| 19                    | LMP2          | Vector Sport              | Ryan Cullen Patrick Pilet Stéphane Richelmi           | Oreca 07                         | 297  |
| 20                    | LMP2 (Pro-Am) | AO by TF                  | Louis Delétraz P. J. Hyett Alex Quinn                 | Oreca 07                         | 295  |
| 21                    | LMP2 (Pro-Am) | DKR Engineering           | René Binder Laurents Hörr Alexander Mattschull        | Oreca 07                         | 295  |
| 22                    | LMP2          | Algarve Pro Racing        | Olli Caldwell Roman De Angelis Matthias Kaiser        | Oreca 07                         | 294  |
| 23                    | LMP2 (Pro-Am) | Panis Racing              | Mathias Beche Scott Huffaker Rodrigo Sales            | Oreca 07                         | 293  |
| 24                    | LMP2 (Pro-Am) | Cool Racing               | Matt Bell Naveen Rao Frederik Vesti                   | Oreca 07                         | 291  |
| 25                    | LMP2          | Nielsen Racing            | David Heinemeier Hansson Fabio Scherer Kyffin Simpson | Oreca 07                         | 291  |
| 26                    | LMP2          | Cool Racing               | Lorenzo Fluxá Malthe Jakobsen Ritomo Miyata           | Oreca 07                         | 289  |
| 27                    | LMGT3         | Manthey EMA               | Richard Lietz Morris Schuring Yasser Shahin           | Porsche 911 GT3 R                | 281  |
| 28                    | LMGT3         | Team WRT                  | Augusto Farfus Sean Gelael Darren Leung               | BMW M4 GT3                       | 280  |
| 29                    | Hypercar      | Whelen Cadillac Racing    | Jack Aitken Pipo Derani Felipe Drugovich              | Cadillac V-LMDh                  | 280  |
| 30                    | LMGT3         | Proton Competition        | Dennis Olsen Mikkel Pedersen Giorgio Roda             | Ford Mustang GT3                 | 280  |
| 31                    | LMGT3         | Proton Competition        | John Hartshorne Christopher Mies Ben Tuck             | Ford Mustang GT3                 | 280  |
| 32                    | LMGT3         | Iron Dames                | Sarah Bovy Rahel Frey Michelle Gatting                | Lamborghini Huracán GT3 Evo 2    | 279  |
| 33                    | LMGT3         | Vista AF Corse            | François Heriau Simon Mann Alessio Rovera             | Ferrari 296 GT3                  | 279  |
| 34                    | LMGT3         | Akkodis ASP Team          | Timur Boguslavskiy Arnold Robin Kelvin van der Linde  | Lexus RC F GT3                   | 279  |
| 35                    | LMGT3         | Spirit of Race            | Conrad Laursen Johnny Laursen Jordan Taylor           | Ferrari 296 GT3                  | 279  |
| 36                    | LMGT3         | D’station Racing          | Erwan Bastard Satoshi Hoshino Marco Sørensen          | Aston Martin Vantage AMR GT3 Evo | 279  |
| 37                    | LMGT3         | Akkodis ASP Team          | Jack Hawksworth Takeshi Kimura Esteban Masson         | Lexus RC F GT3                   | 279  |
| 38                    | LMGT3         | TF Sport                  | Sébastien Baud Daniel Juncadella Hiroshi Koizumi      | Chevrolet Corvette Z06 GT3.R     | 278  |
| 39                    | LMGT3         | GR Racing                 | Riccardo Pera Daniel Serra Michael Wainwright         | Ferrari 296 GT3                  | 278  |
| 40                    | LMGT3         | Inception Racing          | Brendan Iribe Ollie Millroy Frederik Schandorff       | McLaren 720S GT3 Evo             | 275  |
| 41                    | LMGT3         | Manthey PureRxcing        | Klaus Bachler Alex Malykhin Joel Sturm                | Porsche 911 GT3 R                | 273  |
| 42                    | LMP2 (Pro-Am) | United Autosports USA     | Filipe Albuquerque Ben Hanley Ben Keating             | Oreca 07                         | 272  |
| 43                    | LMGT3         | TF Sport                  | Rui Andrade Charlie Eastwood Tom van Rompuy           | Chevrolet Corvette Z06 GT3.R     | 267  |
| 44                    | LMGT3         | Iron Lynx                 | Matteo Cressoni Franck Perera Claudio Schiavoni       | Lamborghini Huracán GT3 Evo 2    | 258  |
| 45                    | Hypercar      | Proton Competition        | Julien Andlauer Neel Jani Harry Tincknell             | Porsche 963                      | 251  |
| 46                    | LMGT3         | Proton Competition        | Ben Barker Ryan Hardwick Zacharie Robichon            | Ford Mustang GT3                 | 227  |
| Ej klassificerad (NC) |               |                           |                                                       |                                  |      |
| 47                    | Hypercar      | BMW M Team WRT            | Robin Frijns René Rast Sheldon van der Linde          | BMW M Hybrid V8                  | 96   |
| Bröt tävlingen (DNF)  |               |                           |                                                       |                                  |      |
| 48                    | Hypercar      | AF Corse                  | Robert Kubica Robert Shwartzman Ye Yifei              | Ferrari 499P                     | 248  |
| 49                    | Hypercar      | Cadillac Racing           | Sébastien Bourdais Scott Dixon Renger van der Zande   | Cadillac V-LMDh                  | 223  |
| 50                    | LMGT3         | United Autosports         | Nicolas Costa James Cottingham Grégoire Saucy         | McLaren 720S GT3 Evo             | 220  |
| 51                    | LMGT3         | United Autosports         | Hiroshi Hamaguchi Nico Pino Marino Sato               | McLaren 720S GT3 Evo             | 212  |
| 52                    | Hypercar      | Porsche Penske Motorsport | Mathieu Jaminet Felipe Nasr Nick Tandy                | Porsche 963                      | 211  |
| 53                    | LMGT3         | Heart of Racing Team      | Ian James Daniel Mancinelli Alex Riberas              | Aston Martin Vantage AMR         | 196  |
| 54                    | LMP2 (Pro-Am) | CrowdStrike Racing by APR | Colin Braun Nicky Catsburg George Kurtz               | Oreca 07                         | 149  |
| 55                    | LMP2 (Pro-Am) | Duqueine Team             | James Allen John Falb Jean-Baptiste Simmenauer        | Oreca 07                         | 112  |
| 56                    | LMGT3         | JMW Motorsport            | Giacomo Petrobelli Larry ten Voorde Salih Yoluç       | Ferrari 296 GT3                  | 112  |
| 57                    | LMGT3         | Team WRT                  | Ahmad Al Harthy Maxime Martin Valentino Rossi         | BMW M4 GT3                       | 109  |
| 58                    | Hypercar      | BMW M Team WRT            | Raffaele Marciello Dries Vanthoor Marco Wittmann      | BMW M Hybrid V8                  | 102  |
| 59                    | Hypercar      | Alpine Endurance Team     | Nicolas Lapierre Mick Schumacher Matthieu Vaxivière   | Alpine A424                      | 88   |
| 60                    | LMP2          | Proton Competition        | Macéo Capietto Jonas Ried Bent Viscaal                | Oreca 07                         | 86   |
| 61                    | Hypercar      | Alpine Endurance Team     | Paul-Loup Chatin Ferdinand Habsburg Charles Milesi    | Alpine A424                      | 75   |
| 62                    | LMGT3         | Vista AF Corse            | Francesco Castellacci Thomas Flohr Davide Rigon       | Ferrari 296 GT3                  | 30   |